# Sarah Black
Sarah Black (30 de agosto de 1989) es una deportista canadiense que compitió en remo. Ganó dos medallas en el Campeonato Mundial de Remo de 2013, plata en cuatro sin timonel y bronce en ocho con timonel.

## Palmarés internacional
| Campeonato Mundial | Campeonato Mundial      | Campeonato Mundial | Campeonato Mundial |
| Año                | Lugar                   | Medalla            | Prueba             |
| ------------------ | ----------------------- | ------------------ | ------------------ |
| 2013               | Chungju (Corea del Sur) | Medalla de plata   | Cuatro sin timonel |
| 2013               | Chungju (Corea del Sur) | Medalla de bronce  | Ocho con timonel   |